# Antonio Pedroza
Antonio Michael Pedroza Whitham (Chester, 20 febbraio 1991) è un ex calciatore inglese, di ruolo attaccante.